# Reinier de Ridder
Reinier de Ridder (Breda; 7 de septiembre de 1990) es un artista marcial mixto neerlandés que compite actualmente en la división de peso mediano de la Ultimate Fighting Championship (UFC). Previamente compitió en ONE Championship donde fue Campeón Mundial de Peso Mediano de ONE y Campeón Mundial de Peso Semipesado de ONE. Actualmente De Ridder está rankeado en la posición #5 del ranking peso mediano de UFC.

## Primeros años
Reinier de Ridder empezó a practicar judo a la edad de 6 años. Cuando comenzó a ir a la universidad quería algo que hacer durante su tiempo libre y le gustaban mucho los deportes de combate, decantándose por el Jiu-jitsu brasileño. De Ridder a su vez opera su propia clínica de Fisioterapia en Breda, combinando sus horas de trabajo con sus horas de entrenamiento.
En paralelo a su carrera de MMA, De Ridder ganó la medalla de oro en el Campeonato Europeo de BJJ en 2016.

## Carrera de artes marciales mixtas

### Primeros años
Reinier tuvo su primera pelea amateur en 2013, saliendo victorioso por sumisión en el primer asalto, antes de hacer su primera pelea profesional de MMA más tarde ese año, ganando la pelea por triangle choke en el primer asalto. Reinier acumuló una racha de 7 victorias consecutivas por finalización. Luego de esta racha de victorias Reinier tuvo la oportunidad de pelear por el título de peso mediano en HIT FC, pelea que ganaría por rear-naked choke en el primer asalto. Luego de ganar su siguiente pelea en menos de dos minutos, Reinier recibió ofertas de UFC y de ONE FC, decidiendo irse con esta última por mejores términos.

### ONE Championship
De Ridder hizo su debut promocional en ONE Championship: Hero's Ascent el 25 de enero de 2019 contra Fan Rong. De Ridder ganó la pelea por sumisión en el primer asalto. De Ridder luego enfrentaría a Gilberto Galvao en ONE Championship: Legendary Quest, noqueando a Galvao en el segundo asalto con rodillazos. De Ridder enfrentó al ex-contendiente al título Leandro Ataides en ONE Championship: Warrior's Code, De Ridder ganó la pelea por decisión unánime.

#### Campeonato Mundial de Peso Mediano de ONE
El 9 de septiembre de 2020, se reveló que Reinier pelearía por el Campeonato de Peso Mediano de ONE contra el campeón Aung La Nsang en ONE Championship: Inside the Matrix el 30 de octubre de 2020. Reinier ganaría la pelea por sumisión el primer asalto, convirtiéndose en el Campeón Mundial de Peso Mediano de ONE.

#### Reinado como Doble Campeón de ONE
Luego de que Vitaly Bigdash diera positivo por COVID-19, Reinier de Ridder entraría como reemplazo en una revancha contra Aung La Nsang en ONE on TNT 4 el 28 de abril de 2021, esta vez desafiándolo por el Campeonato Mundial de Peso Semipesado de ONE. De Ridder ganó la pelea por decisión unánime para convertirse en el nuevo Campeón de Mundial de Peso Semipesado de ONE.
Como la primera defensa de su título de peso mediano, de Ridder enfrentaría al Campeón de Peso Wélter de ONE Kiamrian Abbasov en ONE Championship: Full Circle el 25 de febrero de 2022. Después de aplicar un arm-triangle choke al final del segundo asalto que obligó a Abbasov a rendirse después de la campana, de Ridder ganaría la pelea con la misma sumisión en el tercer asalto para retener su Campeonato Mundial de Peso Mediano de ONE. Esta victoria lo haría ganador del premio de Actuación de la Noche.
De Ridder enfrentó al múltiples veces campeón mundial de ADCC y BJJ André Galvao en un combate de grappling en ONE: X el 26 de marzo de 2022. El combate terminaría en un empate después de que ninguno de los competidores logrará una sumisión.
De Ridder defendió su Campeonato Mundial de Peso Mediano de ONE contra el ex-campeón Vitaly Bigdash el 22 de julio de 2022 en ONE 159. Luego de sobrevivir una guillotina temprano en la pelea, Reiner estranguló a Bigdash con un inverted triangle choke en el primer asalto. Esta victoria lo haría ganador de su segundo premio de Actuación de la Noche.
De Ridder estaba programado para hacer la tercera defensa de su título de peso mediano contra el debutante Shamil Abdulaev, en ONE on Prime Video 3, el 21 de octubre de 2022, en Kuala Lumpur, Malasia. Sin embargo, Abdulaev no fue declarado médicamente apto para competir y la pelea fue cancelada.

#### Primera derrota profesional
De Ridder enfrentó al Campeón Mundial Interino de Peso Pesado de ONE Anatoliy Malykhin como la primera defensa de su Campeonato Mundial de Peso Semipesado de ONE  en la estelar de ONE on Prime Video 5, el 2 de diciembre de 2022 en Manila, Filipinas. De Ridder perdió la pelea y el título por KO en el primer asalto.
De Ridder enfrentó a Tye Ruotolo en un combate de submission grappling el 5 de mayo de 2023, en ONE Fight Night 10. Perdió la pelea por decisión unánime.

#### Continuación de su Reinado de Peso Mediano
De Ridder enfrentó al doble campeón de ONE Anatoliy Malykhin como la tercera defensa de su título de peso mediano el 1 de marzo de 2024, en ONE 166. Perdió la pelea y el título por TKO en el tercer asalto.

### UAE Warriors
De Ridder debutó en UAE Warriors y se enfrentó a Magomedmurad Khasaev el 27 de julio de 2024, en UAE Warriors 51. Ganó la pelea por TKO en el primer asalto.

### Ultimate Fighting Championship
El 24 de septiembre de 2024, se anunció que de Ridder había firmado con Ultimate Fighting Championship.
Ridder está programado para enfrentar a Gerald Meerschaert el 9 de noviembre de 2024, en UFC Fight Night 247.

## Campeonatos y logros

### Artes marciales mixtas
- ONE Championship
  - Campeonato Mundial de Peso Mediano de ONE (Una vez)
    - Dos defensas titulares exitosas

  - Campeonato Mundial de Peso Semipesado de ONE (Una vez)
  - Actuación de la Noche (Dos veces) vs. Kiamrian Abbasov y Vitaly Bigdash[15][21]
  - Sumisión del Año 2022 de ONE Championship vs Vitaly Bigdash
  - Sumisión del Año 2020 de ONE Championship vs. Aung La Nsang
  - Sumisión de la Noche (contra Fan Rong en ONE Championship: Hero's Ascent)
  - Pelea de la Noche (contra Leandro Ataides en ONE Championship: Warrior's Code)
- MMAjunkie.com
  - Sumisión del mes de julio de 2022 vs. Vitaly Bigdash[31]
- Hit Fighting Championship
  - Campeonato de Peso Mediano de HIT (Una vez)
- 360 Promotion
  - Campeonato de Peso Mediano de 360 (Una vez)

## Récord en artes marciales mixtas
| Récord profesional | Récord profesional | Récord profesional |
| 22 peleas          | 20 victorias       | 2 derrotas         |
| ------------------ | ------------------ | ------------------ |
| Nocaut             | 5                  | 2                  |
| Sumisión           | 13                 | 0                  |
| Decisión           | 2                  | 0                  |

| Resultado | Récord | Oponente             | Método                                     | Evento                                | Fecha                  | Ronda | Tiempo | Localización                 | Notas                                                |
| --------- | ------ | -------------------- | ------------------------------------------ | ------------------------------------- | ---------------------- | ----- | ------ | ---------------------------- | ---------------------------------------------------- |
| Victoria  | 21-2   | Robert Whittaker     | Decisión (dividida)                        | UFC on ABC: Whittaker vs. de Ridder   | 26 de julio de 2025    | 5     | 5:00   | Abu Dabi                     |                                                      |
| Victoria  | 20–2   | Bo Nickal            | TKO (rodillazo)                            | UFC on ESPN: Sandhagen vs. Figueiredo | 3 de mayo de 2025      | 2     | 1:53   | Des Moines, Iowa             | Actuación de la noche                                |
| Victoria  | 19–2   | Kevin Holland        | Sumisión (mataleón)                        | UFC 311                               | 18 de enero de 2025    | 1     | 3:31   | Los Ángeles, California      |                                                      |
| Victoria  | 18–2   | Gerald Meerschaert   | Sumisión (arm-triangle choke)              | UFC Fight Night: Magny vs. Prates     | 9 de noviembre de 2024 | 3     | 1:44   | Las Vegas, Nevada            |                                                      |
| Victoria  | 17–2   | Magomedmurad Khasaev | TKO (golpes)                               | UAE Warriors 51                       | 27 de julio de 2024    | 1     | 2:24   | Abu Dabi                     |                                                      |
| Derrota   | 16–2   | Anatoliy Malykhin    | TKO (retiro)                               | ONE 166                               | 1 de marzo de 2024     | 3     | 1:16   | Lusail                       | Perdió el Campeonato de Peso Mediano de ONE.         |
| Derrota   | 16–1   | Anatoliy Malykhin    | KO (golpes)                                | ONE on Prime Video 5                  | 2 de diciembre de 2022 | 1     | 4:35   | Manila                       | Perdió el Campeonato de Peso Semipesado de ONE.      |
| Victoria  | 16–0   | Vitaly Bigdash       | Sumisión técnica (inverted triangle choke) | ONE 159                               | 22 de julio de 2022    | 1     | 3:29   | Kallang                      | Defendió el Campeonato de Peso Mediano de ONE.       |
| Victoria  | 15–0   | Kiamrian Abbasov     | Sumisión (arm-triangle choke)              | ONE Championship: Full Circle         | 25 de febrero de 2022  | 3     | 0:57   | Kallang                      | Defendió el Campeonato de Peso Mediano de ONE.       |
| Victoria  | 14–0   | Aung La Nsang        | Decisión (unánime)                         | ONE on TNT 4                          | 28 de abril de 2021    | 5     | 5:00   | Kallang                      | Ganó el Campeonato de Peso Semipesado de ONE.        |
| Victoria  | 13–0   | Aung La Nsang        | Sumisión (rear-naked choke)                | ONE Championship: Inside the Matrix   | 30 de octubre de 2020  | 1     | 3:26   | Kallang                      | Ganó el Campeonato de Peso Mediano de ONE.           |
| Victoria  | 12–0   | Leandro Ataides      | Decisión (unánime)                         | ONE Championship: Warrior's Code      | 7 de febrero de 2020   | 3     | 5:00   | Yakarta                      |                                                      |
| Victoria  | 11–0   | Gilberto Galvao      | KO (rodillazos)                            | ONE Championship: Legendary Quest     | 15 de junio de 2019    | 2     | 0:57   | Shanghái                     | Regreso a 93 kilos.                                  |
| Victoria  | 10–0   | Fan Rong             | Sumisión (Brabo choke)                     | ONE: Hero's Ascent                    | 25 de enero de 2019    | 1     | 1:15   | Manila                       |                                                      |
| Victoria  | 9–0    | Warren Allisson      | Sumisión (rear-naked choke)                | EFC 67                                | 10 de marzo de 2018    | 1     | 2:00   | Johannesburgo                |                                                      |
| Victoria  | 8–0    | Shota Gvasalia       | Sumisión (rear-naked choke)                | Hit Fighting Championship 4           | 21 de octubre de 2017  | 1     | 3:55   | Horgen                       | Ganó el Campeonato de Peso Mediano de HIT.           |
| Victoria  | 7–0    | Jaouad Ikan          | Sumisión (armbar)                          | World Fighting League MMA             | 27 de mayo de 2017     | 1     | 0:00   | Almere                       |                                                      |
| Victoria  | 6–0    | Lamine Talbi         | Sumisión (rear-naked choke)                | 360 Promotion: Volition               | 8 de abril de 2017     | 3     | 0:41   | Provincia del Brabante Valón | Ganó el Campeonato de Peso Mediano de 360 Promotion. |
| Victoria  | 5–0    | Markus Prodl         | TKO (golpes)                               | Super FC 16                           | 11 de marzo de 2017    | 2     | 0:51   | Darmstadt                    | Debut en peso mediano.                               |
| Victoria  | 4–0    | Alexander Heinrich   | TKO (golpes y rodillazos)                  | Super FC 15                           | 29 de octubre de 2016  | 1     | 4:52   | Rüsselsheim am Main          |                                                      |
| Victoria  | 3–0    | Michaelis Efstratiou | Sumisión (arm-triangle choke)              | Super FC 14                           | 21 de mayo de 2016     | 1     | 1:32   | Düren                        |                                                      |
| Victoria  | 2–0    | Rene Hoppe           | Sumisión (armbar)                          | Rostocker & Benefiz Fight Night       | 10 de octubre de 2015  | 2     | 1:54   | Rostock                      |                                                      |
| Victoria  | 1–0    | Marco Wuest          | Sumisión (triangle choke)                  | GFC 2                                 | 1 de enero de 2013     | 1     | 4:09   | Lauda-Königshofen            | Debut en peso semipesado.                            |

## Récord en submission grappling
| 2 Combates, 0 Victorias, 1 Derrota, 1 Empate |       |              |                           |                     |              |      |                    |              |
| Resultado                                    | Rec.  | Oponente     | Método                    | Evento              | División     | Tipo | Año                | Localización |
| Derrota                                      | 0–1–1 | Tye Ruotolo  | Decisión (unánime)        | ONE Fight Night 10  | Súper pelea  | Nogi | 5 de mayo de 2023  | Broomfield   |
| Empate                                       | 0–0–1 | André Galvão | Empate (límite de tiempo) | ONE Championship: X | Peso mediano | Nogi | 3 de julio de 2022 | Kallang      |